# Metal Gear
Metal Gear je série stealth her vytvořených Hideem Kodžimou, vyvinutých a vydávaných firmou Konami. Hráč má většinou kontrolu nad vojákem Solidem Snakem, který bojuje proti super zbrani Metal Gear. Série je známá stealth hraním, dlouhými cut-scénami a spletitým příběhem. Po celém světě se prodalo 26 miliónů kusů her z této série.

## Hry ze sérieMetal Gear

### Metal Gear
Metal Gear byl vyvinut a vydán v roce 1987 společností Konami pro konzoli MSX2. Hra je považována za předchůdce žánru stealth her.
MSX2 verze byla původně vydaná pouze v Japonsku a Nizozemsku. Hra se odlišovala od ostatních her v té době také tím, že měla příběh a hra po hráči nechtěla, aby vystřílel celou základnu, ale opatrně se do ní proplížil.
Příběh se točí okolo vojáka Solida Snake, který plní svou první speciální sólovou misi ve vojenském státu Outer Heaven. Podle příběhu byl natočen i film Metal Gear: Outer Heaven.

### Metal Gear 2: Solid Snake
Metal Gear 2: Solid Snake byl vydán 19. července 1990. Hra byla původně vydaná pro MSX2 pouze v Japonsku. Nikdy nebyla předělaná na jinou platformu až do roku 2004, kdy byla vydaná pro mobilní telefony.
Největší změnou bylo chování nepřátel. Nyní měli pouze 45° výhled a mohli se přesouvat mezi obrazovkami. Také byl doplněn radar. Ten ukazoval polohu nepřátel. Hlavní hrdina se mohl plížit a zabránit tak nechtěnému hluku. Nepřátelé také slyšeli hluky hráče.
Ve hře musí Solid Snake proniknout do Zanzibarlandu (fiktivní země), kde musí zachránit uneseného vědce a zničit opraveného Metal Gear D.

## Novodobá sérieMetal Gear

### Metal Gear Solid
S příchodem PlayStationu se vývojářům otevřelo nové pole působnosti. Už se nemuseli omezovat na dvourozměrnou grafiku, ale mohli ukázat svůj talent v 3D grafice a 3D ukázkách. Toho využil Hideo Kodžima a vytvořil v roce 1998 hru s mnoha cut-scénami a složitým příběhem. Na hře se také uplatnilo to, že Hideo Kodžima chtěl být v mládí režisérem. Jeho střih a kamera působí přirozeně a zároveň dynamicky. Hra je vybavená hlasem na Kodeku (něco jako zmenšené rádio).
Metal Gear Solid byl dobře přijatý, na stránkách Metacritic dostal v průměru 94 %, a jeho prodejnost činila okolo 6 milionů kusů. Dne 24. září 2000 vychází na PC předělávka hry pod názvem Metal Gear Solid: Integral. Integral nabídl o trochu horší grafiku, ale jinak byl dokonalou předělávkou. V roce 2004 vychází port na GameCube pod názvem Metal Gear Solid: The Twin Snakes. Nabídl novou grafiku, znovu nahrané hlasy a jinou režii cut-scén.
V roce 2005, na jihozápadě Aljašky poblíž Beringova moře, obsazuje skupina dezertérů ze speciální jednotky FOXHOUND tajnou základnu na rozmontovávání jaderných hlavic a požaduje jednu miliardu dolarů a pozůstatky Big Bosse. Solid Snake má za úkol zachránit dvě osoby a zjistit, jestli jsou teroristé schopni vystřelit nukleární zbraň.

### Metal Gear Solid 2: Sons of Liberty
MGS2 byl vydán v roce 2001 pro PlayStation 2. Po jeho vydání následovala rozšířená edice Metal Gear Solid 2: Substance pro PlayStation 2, Xbox a Windows. Po celém světě bylo prodáno přes 7 milionů kopií a průměrné hodnocení na Metacritic bylo 96. Zatímco gameplay byl všeobecně uznávaný, recenzenti se rozdělili na dvě skupiny. Jedni říkají, že příběh je moc složitý a spletitý, zato druzí říkají, že se to k sérii hodí.
Ve hře je důležité, že Solid Snakea hráč ovládá pouze první kapitolu. Druhou kapitolu hraje za Raidena. Příběh pojednává o objevení nového typu Metal Gearu (Metal Gear RAY).

### Metal Gear Solid 3: Snake Eater
MGS3 byl vydán poprvé pro PlayStation 2 17. listopadu 2004 v USA. Her bylo prodáno 3,7 miliónů kusů. Byla dobře přijata jak recenzenty, tak hráči a obdržela průměrné hodnocení na Metacritic 91 %. Na hru pak navazuje MGS: Portable Ops.
Hra je časově umístěna před celou sérií Metal Gear. Ve hře se odehrává operace Virtuos Mission a hráč ovládá postavu Naked Snake (Big Boss). Děj je umístěn do 60. let kdesi v Sovětském svazu.

### Metal Gear Solid 4: Guns of the Patriots
MGS4 byla vydaná 12. června 2008, tedy deset let po Metal Gear Solid a dvacet let po Metal Gear. Hra byla hodnocena jako technicky dokonalá a díky tomu získala několik ocenění her roku včetně toho od Gamespotu. Hry se prodalo více než 4,75 milionu od dubna 2008. Byla to jedna z Launchových her na PlayStation 3.
Velká změna oproti předchozím dílům je ta, že Solid Snake má tzv. Psyche Meter. Ovlivňuje jeho psychiku a bojové nasazení. Padá, když je pronásledován, a vzrůstá, když třeba kouří nebo si čte časopisy. Snake také získal tzv. Sneaking Suit, se kterým dokáže dokonale splynout s okolím. Nově může použít Solid Eye. Tato vymoženost mu pomáhá rozeznat nepřítele atd.
Old Snake je vyslán na misi, na které má zabít postavu Liquid Ocelota. V moderní době má každý voják v sobě nanostroje, které upravují jeho chování v boji. Liquid Ocelot se je snaží ovládnout.

### Metal Gear Solid: Portable Ops
MPO vyšlo v roce 2006 pouze pro PlayStation Portable. Je to třetí díl Metal Gearu pro PlayStation Portable. Hru režíroval Masahiro Yamamoto a tvůrce série Hideo Kodžima působil pouze jako producent.
Příběh pokračuje po hře MGS3: Snake Eater v Jižní Americe.

### Metal Gear Acid
MGA vyšlo v roce 2004 v Japonsku pouze pro PlayStation Portable. Hra je na rozdíl od ostatních titulů ze série tahová strategie.

### Metal Gear Solid: Peace Walker
Hra je pro PlayStation Portable a vyšla 28. května 2010 v Japonsku a 8. června 2010 v USA.
Příběh se odehrává v roce 1974 na Kostarice a hráč pouze ovládá Big Bosse. Celá hra má odlehčenější tón, s nímž kontrastuje nadcházející Kojimův díl MGSV: Ground Zeroes.
Big Boss navazuje na sen své mentorky The Boss o světě bez hranic - tedy o spolupráci a sounáležitosti mezi lidmi. Interpretuje si to však po svém a vytvoří Militaires Sans Frontières (Vojáky bez Hranic) - armádu, která neslouží žádnému státu neboli žoldáky bojující jen sami za sebe (později se tento Big Bossův sen nazývá Outer Heaven). Jejich základna se nachází v Karibském moři. 

### Metal Gear Rising: Revengeance
Hra byla oznámena na E3 2009 pro PlayStation 3, Xbox 360 a PC (Microsoft Windows). Největší změna je ta, že klasický podtitul Tactical Espionage Action (který byl napsán pod logem ve všech dílech) nahradil Lightning Bolt Action. Kromě toho bude hlavní protagonista opět Raiden.

### Metal Gear Solid V: The Ground Zeros
Hra vyšla roce 2014 jakožto prolog k plnohodnotnému pátému dílu - The Phantom Pain. Při spuštění hra stála 39$, což bylo příliš vzhledem k tomu, kolik obsahu nabízela. Kodžima nezamýšlel vytrhnout z Phantom Pain tuto část a vydat to samostatně. Byl k tomu však donucen studiem Konami, které otci série házelo při vývoji klacky pod nohy.
Hrajeme za Big Bosse, který se v březnu 1975 infiltruje do black site americké základny na kubánské půdě s názvem Camp Omega, kde neplatí americké zákony, protože podle ústavy Spojených států nemá žádné právní uznání. Big Boss má vysvobodit dva zajatce, Paz a Chica, postavy známé z Peace Walkera. Obě postavy byly mučeny a manipulovány záporákem Skull Facem, který na konci hry nechá svou jednotku XOF zaútočí na Mateřskou základnu Bigg Bosse a jeho žoldáckou armádou, Militaires Sans Frontières/Army Without Borders, sloužící jen sobě samé. Krátce před tím, než Big Boss dorazí ve vrtulníku nad napadenou základnu, nechá medika vyoperovat bombu břicha vysvobozené zajatkyně Paz, která při zákroku upadne do bezvědomí. Boss a Kazuhira Miller pomůžou několika vojákům na základně a odletí dřív, než se základna zřítí. Kazuhira Miller je vzteky bez sebe a obviňuje Paz. Ta se probere a vyskočí z vrtulníku s tím, že do jejího těla byly voperovány dvě bomby. Paz ovšem vybouchne krátce po výskoku a exploze zasáhne vrtulník se všemi postavami na palubě.
Gameplay začíná jakmile Big Boss vyšplhá po útesu a uzří před sebou základnu. Na hráči pak je, aby ji infiltroval a vysvobodil dva zmíněné zajatce. Lze to dohrál za hodinu, ale lze v tom strávit max tři hodiny. Bohužel k tomu není tak silný důvod, protože znovuhratelnost toho moc nenabízí. Možnosti interakce s nepřáteli zde ještě nejsou tak rozvinuté jako v plné hře, kde lze využívat řadu serepetiček. Level design toho taky moc nenabízí, takže není mnnoho možností, jak situaci vyřešit. Lze se k zajatcům proplížit po svých, lze vyhodit elektriku a lze si vlézt do nepřátelského vozidla a nechat se do oblasti tajně dovést, což je nejsnazší i nejrychlejší způsob řešení.

### Metal Gear Solid V: The Phantom Pain
Hra vyšla v roce 2015 (rok a půl po Ground Zeroes) a Kodžima ji nebyl zcela plnohodnotně dokončit. Protagonistův příběh se sice uzavře, ale poslední mise (č. 51) měla uzavřít linku mezi Venom Snakem a mladým Liquid Snakem, což je záporák z prvního dílu z roku 1998. Poslední mise chybí, protože Konami donutilo Kodžimu vydat hru, ačkoliv ze závěru byly hotové jen cutscény. Ty ovšem byly dostupné aspoň v dodatečných materiálech na speciální edici hry a dnes jsou samozřejmě i na youtube. Produkce byla pro Kodžimu opravdu náročná, protože mu studio Konami znemožňovalo přístup ke týmu a musel pracovat odděleně. Dále studio odstranilo jeho jméno z obalu ke hře. Ačkoliv hra není bezchybná, tak vyšla v dobrém stavu, získala si hráče i vyhrála mnoho ocenění. Konami však nedovolilo Kodžimovi přijmout cenu za MGSV:TPP během The Game Awards.
Big Boss/Venom Snake se probouzí v nemocnici na britské vojenské základně na Kypru v roce 1984 po 9 letech kómatu, do něhož byl uložen výbuchem na konci Ground Zeroes. Krátce na to je nemocnice napadena jednotkami XOF spadající pod Cipher (později taky známé jako Patriots nebo La-li-lu-le-lo: jedná se prakticky o ilumináty, kteří mají ze stínů vládnout světu) a dvěma nadlidmi (Ohnivým Mužem a mladým Psycho Mantisem známým z prvního dílu). Boss uniká za pomoci jiného pacienta, který si říká Ishmael. Na konci Boss ztratí Ishmaela, ale najde ho Revolver Ocelot. První dvě hodiny hry jsou těžce skriptované a slouží jako jako úvod do celého příběhu. Následně ovšem hráč dostane volnost. Byla postavena nová Mateřská Základna (Mother Base) a z Militaires Sans Frontières se stali Diamond Dogs. Big Boss/Venom Snake vysvobodí Kazuhiru Millera, který přišel o ruku a nohu a který je nyní hnán bolestí, vztekem a touhou po pomstě na těch, kdo mu ukřivdili. Big Boss/Venom Snake dále plní mise v Afghánistánu a Africe, kde rozplétá záhadu kolem Skull Face, který donutil Code Talkera vyšlechtit parazity do zbraně, která reagují na jazyk, jímž jedinec mluví. Skull Face chce nakazit všechny, kdo mluví anglicky, protože angličtina se stává unifikujícím jazykem. On sám totiž pochází z Maďarské vesnice, která byla během 20. století několikrát okupována cizími mocnostmi, čímž byly zpřetrhány jeho kořeny. Skull Face nemá vlastní identitu, což je zjevné i z jeho samotného zevření. Tento zhoubný resentiment v kombinaci se sadistickým charakterem ho hnal k jeho cíli, který zkřížil cestu Big Bossovi, ačkoliv původně pracoval stejně jako Big Boss pro Cipher a jeho jednotka XOF uklízela po Big Bossově jednotce FOX. Obě postavy se však trhly, začali jednat na vlastní pěst a v tomto příběhu zkřížili meče. 
The Phantom Pain je gameplayově velmi rozmanitá hra. Protagonista je legendární voják, který má k dispozici řadu vybavení: různé druhy zbraní (smrtící/uspávací), vozidla, maskování, serepetičky co na sebe vztahují pozornost i robotickou ruku, protože postava přišla o paži během výbuchu na konci Ground Zeroes. Robotickou ruku lze měnit a vylepšovat, přičemž každý typ má jiné vymoženosti. Dále je tu systém parťáků: Hráč může plnit mise s různými parťáky, přičemž každý z nich je trochu jiný a některé ani nemusí získat. Jakmile je ale má, může je měnit i během misí. Čím víc hráč s daným parťákem hraje, tím větší pouto s ním navazuje a tím lepší možnosti mu parťák nabízí. Dále je tu systém adaptabilní obtížnosti. Pokud hráč opakovaně přistupuje k nepřátelům jedním a tím samým způsobem, hra se v tomto ohledu stane obtížnější a hráč tak bude motivován změnit svůj přístup a využívat jiné možnosti gameplaye.

## Chronologie série
| Název hry                                | Název hry                                | Rok ve hře | Hrdina                  | Rok vydání      |
| ---------------------------------------- | ---------------------------------------- | ---------- | ----------------------- | --------------- |
| Metal Gear Solid 3: Snake Eater          | Metal Gear Solid 3: Snake Eater          | 1964       | Naked Snake (Big Boss)  | 2004            |
| Metal Gear Solid: Portable Ops           | Metal Gear Solid: Portable Ops           | 1970       | Naked Snake (Big Boss)  | 2006            |
| Metal Gear Solid: Peace Walker           | Metal Gear Solid: Peace Walker           | 1974       | Naked Snake (Big Boss)  | 2010            |
| Metal Gear Solid V: Ground Zeroes        | Metal Gear Solid V: Ground Zeroes        | 1975       | Naked Snake (Big Boss)  | 2014            |
| Metal Gear Solid V: The Phantom Pain     | Metal Gear Solid V: The Phantom Pain     | 1984       | Naked Snake (Big Boss)  | 2015            |
| Metal Gear                               | Metal Gear                               | 1995       | Solid Snake             | 1987            |
| Metal Gear 2: Solid Snake                | Metal Gear 2: Solid Snake                | 1999       | Solid Snake             | 1990            |
| Metal Gear Solid (také The Twin Snakes)  | Metal Gear Solid (také The Twin Snakes)  | 2005       | Solid Snake             | 1998 (TTS 2004) |
| Metal Gear Solid 2: Sons of Liberty      | Tanker Chapter                           | 2007       | Solid Snake             | 2001            |
| Metal Gear Solid 2: Sons of Liberty      | Plant Chapter                            | 2009       | Raiden                  | 2001            |
| Metal Gear Solid 4: Guns of the Patriots | Metal Gear Solid 4: Guns of the Patriots | 2014       | Solid Snake (Old Snake) | 2008            |
| Metal Gear Rising                        | Metal Gear Rising                        | 2018       | Raiden                  | 2013            |